# آخرین سفارش‌ها
آخرین سفارش‌ها (به انگلیسی: Last Orders) رمانی نوشته شده توسط نویسنده بریتانیایی، گراهام سویفت است. این رمان در سال ۱۹۹۶ برنده جایزه ادبی من بوکر شد. در سال ۲۰۰۱ بر مبنای این رمان فیلمی با همین نام توسط کارگردان و فیلمنامه‌نویس استرالیایی، فرد شپیسی، ساخته شد.